# Peter Rasmussen (fodboldtræner)
 Der er flere personer med dette navn, se Peter Rasmussen.
Peter Selling Rasmussen (født 3. januar 1966 i Nykøbing Falster) er en dansk fodboldtræner (med fokus på træning af angrebsspillere) og tidligere professionel fodboldspiller, hvis primære position på banen var i angrebet.

## Spillerkarriere

### Klubkarriere
Rasmussen fik sin fodboldopdragelse i B.1901 (6-16 år). Som 16-årig tog han til belgiske RSC Anderlecht, hvor han med en professionel kontrakt spillede et år på klubbens ungdomshold. Det blev dog imidlertid til en kort udlandskarriere, idet han allerede året efter vendte tilbage til Nykøbing Falster. Peter Rasmussen er søn af den tidligere innerwing Nils Erik Rasmussen, som i hele sin seniorkarriere spillede for B.1901 (i alt 330 kampe).
Offensivspilleren begyndte dernæst sin ungseniorkarriere på førsteholdet i barndomsklubben i 1983, hvor han nåede at score 55 mål i 89 kampe samt blive topscorer i 3. division øst 1986 (den tredjebedste række) med 30 mål og blive kåret som årets fund (en tidligere Carlsberg-sponsoreret kåring) på baggrund af denne præstation, inden han blev hentet til Odense Boldklub i 1. division (den daværende bedste danske fodboldtrække). Den teknisk dygtige angriber tilbragte tre sæsoner hos odenseanerne, som han blev Danmarksmester med i 1989-sæsonen. I 1990 skiftede han kortvarigt til naboklubben B1909, som han spillede en enkelt sæson for.
Dernæst gik fodboldkarrieren forbi den noget mindre fodboldklub Nørre Aaby IK, der netop var rykket op i Danmarksturneringen i fodbold for første gang i klubbens historie. Rasmussen spillede for klubben igennem hele klubbens tilværelse i den tredjebedste og fjerdebedste fodboldrække (1991-1996) og blev topscorer i tre tilfælde for de pågældende rækker; 2. division vest efteråret 1992 (14 mål), 2. division vest foråret 1993 (12 mål) og 2. division vest foråret 1995 (14 mål). Indsatsen på banen, fik ham kåret til Årets Profil to gange i den tredjebedste række i henholdsvis 1993 og 1995. Efter Nørre Aaby IK's nedrykning var blevet en realitet i efteråret 1996, besluttede han sig for at vende tilbage til B1909. De høje scoringsprocenter fortsatte hos B1909 og han endte med at blive topscorer i 2. division øst i efteråret 1996 med 19 mål, og endnu engang den efterfølgende sæson i 2. division 1997/98 med 28 mål.
Falstringen skiftede i sommerpausen forud for 1999/2000-sæsonen til Hvidovre IF, placeret i den næstbedste række, og debuterede for klubben den 7. august 1999 på udebane mod Boldklubben Frem. Rasmussen blev noteret for 15 mål i 32 kampe på trods af at han i godt halvdelen af kampene ikke var på banen de fulde 90 minutter (grundet ud-/indskiftninger). Efter 17 år som divisionsspiller tvang en ledbåndsskade ham til at indstille den aktive karriere, officielt ved årsskiftet 2000/2001. Han sidste scoring var den 13. august 2000 på hjemmebane mod Skive IK (efter en indskiftning), og han spillede sin sidste turneringskamp som 34-årig den 23. september 2000 på udebane mod B 1913. Hans 301 mål i 442 kampe gør ham til en af de mest scorende divisionsspillere i Danmarksturneringen i fodbold gennem tiderne.

### Landsholdskarriere
Rasmussen har spillet på drenge-, ynglinge- og ungdomslandsholdet under Dansk Boldspil-Union (DBU), hvor det dog kun blev til et enkelt mål i 1986-1987. Han repræsenterede B.1901 i otte kampe og Odense Boldklub i en enkelt kamp.

## Trænerkarriere
Herfølge Boldklubs daværende cheftræner, John "Faxe" Jensen, hentede i marts 2001 Rasmussen til superligaklubben, for at indføre individuel træning af førsteholdets angrebsspillere – som angrebstræner (dengang en relativ ukendt stilling i dansk fodbold). På det tidspunkt var en angrebstræner en relativ ukendt stilling i dansk fodbold, og Rasmussen var i en periode således den eneste specialtræner for angrebskæden i en dansk fodboldklub. I 2003 (fra 1. marts) og 2004 blev han tilknyttet Brøndby IF's Superligahold på anbefaling af førsteholdets assistenttræner John "Faxe" Jensen, og trådte dermed ind i et trænerteam sammen med bl.a. cheftræner Michael Laudrup.
Som angrebsspecialist etablerede han i 2002 også et samarbejde med Dansk Boldspil-Union omkring en fodboldskole med temaet "Masser af mål", og fik her kontakt til sin tidligere holdkammeret i OB-tiden, landsholdets assistenttræner Keld Bordinggaard. I maj 2003 blev han således tilknyttet Danmarks fodboldlandshold på freelance-basis som decideret angrebstræner for både herrer og damer, med henblik på at træne landsholdsangribernes afslutninger i samarbejde med landsholdstræner Morten Olsen. Det førte til at han i 2005 samtidig assisterede i træningen af Qatars OL-landshold, som senere er blevet til deres A-landshold i fodbold. Siden 2004 har han sideløbende afholdt sin egen fodboldskole for ungdomsspillere på Club La Santa på Lanzarote i Spanien, med fokus på angrebstræning.
I 2005 tiltrådte Rasmussen som angrebstræner på Hellerup IK's hold i 1. division og blev senere førsteholdets assistenttræner (med fokus på de angrebsmæssige aspekter) med Jakob Friis-Hansen som cheftræner. I 2006 var han i en periode i England for at undervise på Reading Football Academy. I slutningen af maj 2007 fulgte Rasmussen med Friis-Hansen til 2. divisionsklubben Fremad Amager, hvor han fortsatte på posten som assistenttræner – i en periode i foråret 2007 var det i samarbejde med den anden daværende spillende assistenttræner Martin Nielsen. I efteråret 2007 valgte han dog at forlade posten med virkning fra den 1. december 2007 i enighed med klubledelsen.
I 2011 blev Peter angrebstræner for Dragør u15.

## Titler/hæder

### Individuelle

#### B1909
- Topscorer (28 mål) i 2. division 1997/98 (tredjebedste række)
- Topscorer (19 mål) i 2. division øst efteråret 1996 (tredjebedste række)

#### Nørre Aaby IK
- Årets Profil 1995 i 3. division vest (tredjebedste række)
- Topscorer (14 mål) i 2. division vest foråret 1995 (tredjebedste række)
- Årets Profil (1993 i 2. division vest (tredjebedste række)
- Topscorer (12 mål) i 2. division vest foråret 1993 (tredjebedste række)
- Topscorer (14 mål) i 2. division vest efteråret 1992 (tredjebedste række)

#### B.1901
- Årets fund 1986 i 3. division øst (tredjebedste række)
- Topscorer (30 mål) i 3. division øst 1986 (tredjebedste række)

### Klub

#### Odense Boldklub
- Danmarksmester 1989 (1. division).